# Grigori Retchkalov
Grigori Andreïevitch Retchkalov (en russe : Григорий Андреевич Речкалов) est un aviateur soviétique, né le 9 février 1920 et décédé le 22 décembre 1990. Pilote de chasse et as de la Seconde Guerre mondiale, il fut distingué deux fois par le titre de Héros de l'Union soviétique.

## Carrière
Grigori Retchkalov est né le 9 février 1920 dans le village de Khoudiakovo, aujourd'hui Zaïkovo, dans l'actuelle oblast de Sverdlovsk. Il s'engagea dans l'Armée rouge en 1938 et termina l'année suivante l'École d'aviation de Perm. Il est crédité de 56 victoires pendant la guerre.
Il fut nommé en 1959 général major d'aviation et vécut à Moscou, puis à Joukovski, dans l'oblast de Moscou. Il est décédé le 22 décembre 1990. Il est enterré dans le village de Bobrovski, dans le raïon de Syssert (oblast de Sverdlovsk).

## Décorations
- Deux fois Héros de l'Union soviétique (24.05.1943[2]; 01.07.1944)
- Ordre de Lénine
- Quatre fois l'ordre du Drapeau rouge
- Ordre de la Guerre patriotique de 1re classe
- Ordre d'Alexandre Nevski
- Médaille du Courage
- Médaille "Pour la Victoire sur l'Allemagne dans la Grande Guerre patriotique 1941-1945"
- Médaille du jubilé "Vingt ans de Victoire dans la Grande Guerre patriotique 1941-1945"
- Médaille du jubilé "Trente ans de Victoire dans la Grande Guerre patriotique 1941-1945"
- Médaille du jubilé "Quarante ans de Victoire dans la Grande Guerre patriotique 1941-1945"

## Publications
Grigori Retchkalov a écrit plusieurs livres sur la guerre (en russe) : 
- Dans le ciel de Moldavie (Chisinau, 1967)
- Invitation dans la jeunesse (Moscou, 1968)
- Le Ciel de fumée de la guerre (Sverdlovsk, 1968)

## Note
1. ↑  De citoyenneté soviétique et de nationalité russe, selon sa fiche biographique sur le site www.warheroes.ru.
2. ↑  Указ Президиума Верховного Совета СССР «О присвоении звания Героя Советского Союза начальствующему составу Военно-Воздушных сил Красной Армии» от 24 мая 1943 года // Ведомости Верховного Совета Союза Советских Социалистических Республик : газета. — 1943. — 31 мая (№ 20 (226)). — С. 1